# Брунейська імперія
Брунейська імперія  — таласократія з центром на острові Калімантан, яка існувала в XV—XVII століттях. Виникла після падіння імперії Маджапагіт наприкінці XIV століття. За сучасною офіційною брунейською історіографією асоціюється з брунейським султанатом, проте, ймовірно, спочатку була індуїстської чи буддійською.
Максимального розквіту Брунейська імперія набула в першій половині XVI століття. Повний обсяг її володінь достеменно невідомий, але султан контролював північно-західне та північне узбережжя Калімантану, принаймні частину його західного узбережжя, південні острови Філіппінського архіпелагу. Залежними від Брунею були султанат Сулу, Самбас, Маніла та Тондо. На Калімантані поза брунейським контролем лишалися Сукадана та Банджармасін.
Брунейська імперія підтримувала торгові й політичні стосунки з Малаккським і Джохорським султанатами, Китаєм, іншими двома центрами острова Калімантан — Сукаданою та Банджармасіном. Після захоплення Малакки португальцями 1511 року Бруней провадив дружню до португальців політику. Таласократія мала потужний флот.
Столицею і резиденцією правителя таласократії було місто Кота-Бату на річці Бруней, частиною якого був Кампонг Аєр — селище на воді. Палац султана був захищений фортецею з гарматами, закупленими в Чіамі.
За султана Хассана були створені закони, за якими Бруней існував 300 років. Влада султана обмежувалася чотирма візирами, яких султан призначав з числа своїх родичів. Територія імперії поділялася на річки, кожна з яких належала султанові або знатним брунейцям за посадою чи спадком. Проблемою була неформалізованість успадкування трону, через яку раз-у-раз виникали династичні конфлікти й міжусобиці.
Поява в регіоні іспанських конкістадорів у середині XVI століття почала загрожувати Брунею. Конфлікт за володіння островом Лусон призвів до іспансько-брунейської війни та перехопленням іспанцями частини торгівлі з Китаєм.

## Занепад
На початку XVII століття в регіоні з'явилася Голландська Ост-Індійська компанія, яка також обмежила брунейську торгівлю. Усе це й внутрішні династичні конфлікти призвели до перетворення Самбасу й Сулу на незалежних гравців, які конкурували з Брунеєм за вплив у Сараваку та Сабаху відповідно. Наприкінці XVIII століття Брунейська імперія була в глибокій кризі. Спроби вийти з неї ускладнювалися черговими кризами спадкування, а з 1840-х років імперія була остаточно знищена британськими авантюристами Бруками.

Втрати Брунеєм територій з 1400 по 1890 рр.